# Bardhyl Dauti
Bardhyl Dauti (mac. Бардуљ Даути; ur. 4 sierpnia 1982 w Tetowie) – północnomacedoński polityk pochodzenia albańskiego, w latach 2016–2020 deputowany do Zgromadzenia Republiki Macedonii Północnej z ramienia Demokratycznej Partii Albańczyków. Obronił doktorat z zakresu ekonomii na Uniwersytecie w Lublanie.